# Lingua osing
La lingua osing (Indonesiano: Bahasa Osing), localmente conosciuta come la lingua di Banyuwangi, è la lingua parlata dalla popolazione Osing che vive nella zona orientale di Giava (Indonesia). Secondo il censimento del 2000 vi sono circa 300.000 persone che la parlano.
Secondo alcuni studiosi si tratta di un dialetto del Giavanese orientale.